# Edvard Jacobson
Edvard Oskar Walentin Jacobson, född 6 mars 1897 i Lidingö, död 1976, var en svensk trädgårdsarkitekt.  
Jacobson, som var son till nämndeman Albin Jacobson och Elin Wisth, utexaminerades från Gnesta privata samskola 1913, studerade vid Adelsnäs trädgårdsskola 1919-1921, vid trädgårdshögskolan i Dahlem 1923–1924. Han var anställd hos trädgårdsarkitekter i Berlin 1922, i Italien 1924, förste lärare vid Norrlands trädgårdsskola i Härnösand 1925 och var trädgårdskonsulent vid Värmlands läns hushållningssällskap i Karlstad från 1928.
Jacobson var ordförande i Karlstads stads parkstyrelse 1947, i Värmlands läns fruktodlarförbund 1955, i föreningen Sveriges trädgårdskonsulenter 1958 (sekreterare 1937), vice ordförande i Karlstads skönhetsråd, i föreningen Sveriges trädgårdskonsulenter 1953 (sekreterare 1947), styrelseledamot i Sveriges pomologiska förening 1932 och ledamot av Värmlands läns naturskyddsråd.